# Antônio Carlos (Santa Catarina)
Pour les articles homonymes, voir Antônio Carlos.
Antônio Carlos est une ville brésilienne de l'est de l'État de Santa Catarina.

## Généralités
Son nom est un hommage au politicien du Minas Gerais, Antônio Carlos Ribeiro de Andrada qui joua un rôle important dans la révolution de 1930.

## Géographie
Antônio Carlos se situe par 27°31'01" de latitude sud et par 48°46'04" de longitude ouest, à une altitude de 30 mètres.
Sa population était de 7 455 habitants au recensement de 2010. La municipalité couvre une superficie de 229 km2.
La ville fait partie du Grand Florianópolis, mais constitue une entité urbaine à part de la conurbation principale. Elle se trouve à 23 km à l'ouest de la capitale de l'État, Florianópolis. Elle fait partie de la microrégion de Florianópolis, dans la mésorégion du Grand Florianópolis.
Le climat de la municipalité est tempéré, avec des températures oscillant généralement entre 10 °C et 30 °C au long de l'année.
La population, selon le recensement de l'an 2000 (IBGE), était rurale à 73 %
L'IDH de la ville était de 0,827 en 2000 (PNUD).

## Histoire
La colonisation de la région commence en 1830, avec l'arrivée de colons d'origine allemande autour de João Henrique Schoeting. Ils s'installent sur les rives du rio do Louro.
La région accueille alors diverses vagues d'immigrants açoriens, belges, italiens, anglais et surtout allemands, dont les descendants représentent environ 80 % des habitants de la municipalité.
En 1919, la localité de Louro devient un district de Biguaçu. Son siège est ensuite transféré dans la localité d'Encruzadilha et le district prend le nom de d'Antônio Carlos. 
La ville devient une municipalité indépendante en 1963,.

## Économie
L'économie de la municipalité est principalement fondée sur l'agriculture. L'apiculture occupe une place importante dans l'activité locale.

## Tourisme et culture
Le principal attrait touristique de la ville réside dans ses richesses naturelles et ses paysages vallonnés, couverts de forêt atlantique.
Tous les ans, la ville célèbre les fêtes suivantes :
- la Snaps Fest, fête traditionnelle germanique, à la fin de la première semaine de mai ;
- la festa da Hortaliça, foire agricole, au mois de mai ;
- la festa do colono (« fête du colon »), le 25 juillet.

## Villes voisines
Antônio Carlos est voisine des municipalités (municípios) suivantes :
- São João Batista
- Biguaçu
- São José
- São Pedro de Alcântara
- Angelina
- Major Gercino